# Anne Jean Marie René Savary
Anne Jean Marie René Savary, duca di Rovigo (Marcq, 26 aprile 1774 – Parigi, 2 giugno 1833), è stato un generale e poliziotto francese attivo durante l'età napoleonica.

## Biografia
Terzo figlio di un maggiore dell'esercito francese, iniziò a sedici anni la carriera militare. Presto aiutante di campo del generale Ferino nell'armata del Reno, partecipò all'omonima campagna sotto il comando dei generali Custine, Pichegru e Moreau. Promosso comandante di battaglione seguì il generale Desaix nella Campagna d'Egitto. Ritornato in Europa partecipò alla seconda Campagna d'Italia: fu lui che, vicino a Desaix al momento della sua morte nella battaglia di Marengo, portò il suo corpo al quartier generale. Qui fu nominato aiutante di campo dello stesso Bonaparte. Nel 1802 fu posto a capo della Gendarmeria imperiale e del servizio segreto. Ebbe una parte controversa nella vicenda dell'esecuzione del Duca d'Enghien. Divenuto generale di divisione nel 1805, combatté ad Austerlitz ed a Jena. Nel 1807 comandò il V Corpo d'armata al posto del generale Lannes, protesse Varsavia dopo la battaglia di Eylau e riportò la vittoria contro i russi nella battaglia di Ostrolenka (16 febbraio 1807).
Dopo le battaglie di Heiselberg e Friedland fu insignito da Napoleone del titolo di duca di Rovigo e poco dopo fu nominato governatore della Prussia orientale. Dopo la pace di Tilsit fu ambasciatore plenipotenziario a San Pietroburgo. Partecipò nel 1808 alla guerra di Spagna. Divenne ministro di polizia nel 1810 in sostituzione di Fouché, carica che tenne fino al 1814. Accompagnò la seconda moglie di Napoleone, Maria Luisa d'Asburgo-Lorena, a Blois. Durante i Cento Giorni divenne Pari di Parigi e capo supremo della gendarmeria.
Cercò di seguire Napoleone all'isola di Sant'Elena ma gli inglesi glielo impedirono: arrestato sul Bellerophon, fu internato a Malta, dalla quale evase e fuggì prima in Austria e poi in Turchia. Trasferitosi a Smirne, si avventurò in speculazioni finanziarie nelle quali sperperò gran parte del suo patrimonio. Nel 1817 tornò in Austria per difendersi nel processo a lui intentato per la partecipazione all'esecuzione del duca di Enghien. Gli fu consentito di tornare a Smirne nel 1818 ed un anno dopo rientrò in Francia ove fu ben accolto e riabilitato ma non fu reintegrato nel suo ultimo incarico. Il 1º dicembre 1831 Luigi Filippo gli affidò l'alto comando in Algeria ove s'impadronì di Bona e diede corso attivamente alla colonizzazione ma a causa dell'eccessiva violenza delle sue azioni fu richiamato nel 1833, anno in cui morì.

## Araldica
|  |

|  |